# 구리코마코겐역
구리코마 고원 역(일본어: くりこま高原駅, くりこまこうげんえき 구리코마코우겐에키[*])은 일본 미야기현 구리하라시에 위치한 동일본 여객철도 소속 철도역이며, 도호쿠 신칸센의 정차역이다. 승강장 구조로는 2면 2선이며, 신칸센 만이 정차 가능한 단독 역이다.

## 승강장
| 11 | ■도호쿠 신칸센 | (상행) | 센다이 · 우쓰노미야 · 오미야 · 도쿄 방면 |
| 12 | ■도호쿠 신칸센 | (하행) | 모리오카 · 신아오모리 · 아키타 방면      |

## 역 주변
- 이온 구리하라 시와히메 쇼핑센터

## 인접 역
| 동일본 여객철도 도호쿠 신칸센 | 동일본 여객철도 도호쿠 신칸센 | 동일본 여객철도 도호쿠 신칸센 |
| ----------------------------- | ----------------------------- | ----------------------------- |
| 후루카와 도쿄 방면            | □ 신칸센 "하야테", "야마비코" | 이치노세키 신아오모리 방면    |